# Balići II
 Balići II  (olaszul: Balli II) falu Horvátországban, Isztria megyében. Közigazgatásilag Barbanhoz tartozik.

## Fekvése
Az Isztria délkeleti részén, Pólától 32 km-re északkeletre, községközpontjáról 8 km-re északnyugatra, a Raša völgyétől nyugatra, a Barbant Pazinnal összekötő út mentén  fekszik. II-es jelzése a Žminjhez tartozó Balićitól (Balići I) különbözteti meg.

## Története
A falunak 1880-ban 9, 1910-ben 14 lakosa volt. Az első világháború után Olaszországhoz került. Az Isztria az 1943-as olasz kapituláció után szabadult meg az olasz uralomtól. A második világháború után Jugoszlávia, majd Jugoszlávia felbomlása után 1991-ben a független Horvátország része lett.

## Lakosság
| Lakosság változása | Lakosság változása | Lakosság változása | Lakosság változása | Lakosság változása | Lakosság változása | Lakosság változása | Lakosság változása | Lakosság változása | Lakosság változása | Lakosság változása | Lakosság változása | Lakosság változása | Lakosság változása | Lakosság változása | Lakosság változása |
| ------------------ | ------------------ | ------------------ | ------------------ | ------------------ | ------------------ | ------------------ | ------------------ | ------------------ | ------------------ | ------------------ | ------------------ | ------------------ | ------------------ | ------------------ | ------------------ |
| 1857               | 1869               | 1880               | 1890               | 1900               | 1910               | 1921               | 1931               | 1948               | 1953               | 1961               | 1971               | 1981               | 1991               | 2001               | 2011               |
| 0                  | 0                  | 9                  | 7                  | 12                 | 14                 | 0                  | 0                  | 25                 | 30                 | 26                 | 21                 | 15                 | 13                 | 12                 | n.a.               |